# Celtic Football Club 2013-2014
Questa voce raccoglie le informazioni riguardanti il Celtic Football Club nelle competizioni ufficiali della stagione 2013-2014.

## Stagione
- In Scottish Premiership il Celtic si classifica al primo posto (99 punti) e vince per la 45ª volta il campionato.
- In Scottish Cup viene eliminato agli ottavi di finale dall'Aberdeen (1-2).
- In Scottish League Cup viene eliminato al terzo turno dal Greenock Morton (0-1).
- In Champions League raggiunge la fase a gironi, dopo aver eliminato i nordirlandesi del Cliftonville nel secondo turno preliminare (5-0), gli svedesi dell'Elfsborg nel terzo turno preliminare (1-0) e i kazaki dello Shahter Qaraǵandy nel turno di spareggi (3-2). Inserito nel gruppo H con Barcellona, Milan e Ajax, si classifica al quarto posto con 3 punti.

## Maglie e sponsor
Per l'attuale stagione lo sponsor ufficiale del Celtic è Magners, mentre lo sponsor tecnico è Nike.
| Casa | Trasferta | Terza divisa |

## Rosa
Dati aggiornati al 31 gennaio 2014
| N. |                         | Ruolo | Calciatore             |
| -- | ----------------------- | ----- | ---------------------- |
| 1  | Inghilterra (bandiera)  | P     | Fraser Forster         |
| 2  | Galles (bandiera)       | D     | Adam Matthews          |
| 3  | Honduras (bandiera)     | D     | Emilio Izaguirre       |
| 4  | Nigeria (bandiera)      | D     | Efe Ambrose            |
| 5  | Paesi Bassi (bandiera)  | D     | Virgil van Dijk        |
| 6  | Inghilterra (bandiera)  | D     | Kelvin Wilson          |
| 6  | Israele (bandiera)      | C     | Nir Biton              |
| 8  | Scozia (bandiera)       | C     | Scott Brown (capitano) |
| 9  | Grecia (bandiera)       | A     | Giōrgos Samaras        |
| 10 | Irlanda (bandiera)      | A     | Anthony Stokes         |
| 11 | Paesi Bassi (bandiera)  | A     | Derk Boerrigter        |
| 14 | Sierra Leone (bandiera) | A     | Mohamed Bangura        |
| 15 | Scozia (bandiera)       | C     | Kris Commons           |
| 16 | Galles (bandiera)       | C     | Joe Ledley             |
| 17 | Portogallo (bandiera)   | A     | Amido Baldé            |
| 18 | Australia (bandiera)    | C     | Tom Rogić              |
| 19 | Islanda (bandiera)      | A     | Hólmbert Friðjónsson   |
| 20 | Finlandia (bandiera)    | A     | Teemu Pukki            |
| 21 | Scozia (bandiera)       | D     | Charlie Mulgrew        |

| N. |                                 | Ruolo | Calciatore       |
| -- | ------------------------------- | ----- | ---------------- |
| 22 | Francia (bandiera)              | D     | Steven Mouyokolo |
| 23 | Svezia (bandiera)               | D     | Mikael Lustig    |
| 24 | Polonia (bandiera)              | P     | Łukasz Załuska   |
| 25 | Norvegia (bandiera)             | C     | Stefan Johansen  |
| 28 | Scozia (bandiera)               | A     | Leigh Griffiths  |
| 31 | Scozia (bandiera)               | C     | John Herron      |
| 32 | Scozia (bandiera)               | A     | Tony Watt        |
| 33 | Israele (bandiera)              | C     | Beram Kayal      |
| 34 | Irlanda (bandiera)              | D     | Eoghan O'Connell |
| 37 | Bosnia ed Erzegovina (bandiera) | A     | Bahrudin Atajić  |
| 41 | Inghilterra (bandiera)          | D     | Darnell Fisher   |
| 44 | Scozia (bandiera)               | D     | Marcus Fraser    |
| 43 | Scozia (bandiera)               | D     | Joe Chalmers     |
| 45 | Scozia (bandiera)               | D     | Lewis Toshney    |
| 46 | Scozia (bandiera)               | C     | Dylan McGeouch   |
| 49 | Scozia (bandiera)               | C     | James Forrest    |
| 50 | Irlanda (bandiera)              | C     | Paul George      |
| 53 | Scozia (bandiera)               | C     | Liam Henderson   |
| 56 | Rep. Ceca (bandiera)            | C     | Filip Twardzik   |

## Calciomercato

### Sessione estiva(dall'1/7 al 2/9)
| Acquisti | Acquisti         | Acquisti          | Acquisti                 |
| R.       | Nome             | da                | Modalità                 |
| -------- | ---------------- | ----------------- | ------------------------ |
| A        | Teemu Pukki      | Schalke 04        | definitivo (2,5 mln €)   |
| P        | Max Oberschmidt  | Fulham            | prestito (fino al 31/12) |
| C        | Nir Biton        | Ashdod            | definitivo (0,82 mln €)  |
| A        | Derk Boerrigter  | Ajax              | definitivo (2,5 mln €)   |
| D        | Steven Mouyokolo |                   | svincolato               |
| D        | Virgil van Dijk  | Groningen         | definitivo (3 mln €)     |
| A        | Amido Baldé      | Vitória Guimarães | definitivo (1,75 mln €)  |

| Cessioni | Cessioni        | Cessioni          | Cessioni                 |
| R.       | Nome            | a                 | Modalità                 |
| -------- | --------------- | ----------------- | ------------------------ |
| A        | Tony Watt       | Lierse            | prestito (fino al 30/06) |
| C        | Patrick McCourt |                   | svincolato               |
| C        | Jackson Irvine  | Kilmarnock        | prestito                 |
| D        | Kelvin Wilson   | Nottingham Forest | definitivo (2,9 mln €)   |
| C        | Callum McGregor | Notts County      | prestito (fino all'1/1)  |
| A        | Gary Hooper     | Norwich City      | definitivo (6,3 mln €)   |
| P        | Robbie Thomson  |                   | svincolato               |
| A        | James Keatings  |                   | svincolato               |
| C        | Victor Wanyama  | Southampton       | definitivo (14,5 mln €)  |
| D        | Thomas Rogne    |                   | svincolato               |
| A        | Daryl Murphy    |                   | svincolato               |
| A        | Lassad Nouioui  |                   | svincolato               |
| A        | Miku            | Getafe            | fine prestito            |
| D        | Rami Gershon    | Standard Liegi    | fine prestito            |

### Sessione invernale(dal 3/1 al 31/1)
| Acquisti | Acquisti             | Acquisti       | Acquisti                |
| R.       | Nome                 | da             | Modalità                |
| -------- | -------------------- | -------------- | ----------------------- |
| C        | Callum McGregor      | Notts County   | fine prestito           |
| A        | Hólmbert Friðjónsson | Fram Reykjavík | definitivo (0,18 mln €) |
| C        | Stefan Johansen      | Strømsgodset   | definitivo (2,41 mln €) |
| A        | Mohamed Bangura      | Elfsborg       | fine prestito           |
| A        | Leigh Griffiths      | Wolverhampton  | definitivo              |

| Cessioni | Cessioni        | Cessioni            | Cessioni               |
| R.       | Nome            | a                   | Modalità               |
| -------- | --------------- | ------------------- | ---------------------- |
| P        | Max Oberschmidt | Fulham              | fine prestito          |
| C        | Paul George     | Hamilton Academical | prestito               |
| C        | Tom Rogić       | Melbourne Victory   | prestito               |
| A        | Bahrudin Atajić | Shrewsbury Town     | prestito               |
| C        | Dylan McGeouch  | Coventry City       | prestito               |
| C        | Callum McGregor | Notts County        | prestito               |
| A        | Mohamed Bangura |                     | svincolato             |
| C        | Joe Chalmers    | Falkirk             | prestito               |
| C        | Joe Ledley      | Crystal Palace      | definitivo (3,5 mln €) |

## Risultati

### Scottish Premiership

#### Stagione regolare
| Arbitro: | William Collum |

|                 |           |            |
| Stokes 28’, 87’ | Marcatori | 3’ Maatsen |

| Arbitro: | Alan Muir |

|            |           |  |
| Commons 6’ | Marcatori |  |

| Arbitro: | Calum Murray |

|  |           |                                |
|  | Marcatori | 45’ (rig.) Commons 87’ Forrest |

| Arbitro: | Craig Thomson |

|                          |           |                     |
| Mulgrew 42’ Matthews 82’ | Marcatori | 14’ Doran 34’ Foran |

| Arbitro: | Crawford Allan |

|  |           |            |
|  | Marcatori | 87’ Stokes |

| Arbitro: | William Collum |

|          |           |                                         |
| Holt 57’ | Marcatori | 19’ (rig.) Commons 65’ Stokes 86’ Pukki |

| Arbitro: | Alan Muir |

|                       |           |            |
| Pukki 11’ Mulgrew 26’ | Marcatori | 81’ Caddis |

| Arbitro: | John Beaton |

|                          |           |                                             |
| Clingan 35’ Clohessy 42’ | Marcatori | 20’ Commons 24’, 27’, 88’ Samaras 90’ Baldé |

| Arbitro: | Iain Brines |

|                        |           |  |
| Stokes 21’ Commons 49’ | Marcatori |  |

| Arbitro: | Calum Murray |

|               |           |             |
| Heffernan 18’ | Marcatori | 77’ Forrest |

| Arbitro: | William Collum |

|            |           |                       |
| Doolan 67’ | Marcatori | 34’ Samaras 75’ Baldé |

| Arbitro: | Alan Muir |

|             |           |               |
| Mulgrew 90’ | Marcatori | 38’ Armstrong |

| Arbitro: | Kevin Clancy |

|             |           |                                   |
| Sproule 68’ | Marcatori | 41’, 53’ van Dijk 70’, 73’ Ledley |

| Arbitro: | Craig Thomson |

|                                     |           |              |
| Commons 36’, 90+3’ Boerrigter 90+1’ | Marcatori | 45+2’ McGinn |

| Arbitro: | Steven McLean |

|  |           |                                                      |
|  | Marcatori | 44’, 76’ Commons 54’ Ambrose 78’ Stokes 90+1’ Atajić |

| Arbitro: | Bobby Madden |

|           |           |  |
| Pukki 29’ | Marcatori |  |

| Arbitro: | Euan Norris |

|                           |           |  |
| Commons 64’ Forrest 90+3’ | Marcatori |  |

| Arbitro: | Craig Thomson |

|  |           |             |
|  | Marcatori | 5’ van Dijk |

| Arbitro: | Crawford Allan |

|  |           |            |
|  | Marcatori | 3’ Commons |

| Arbitro: | Kevin Clancy |

|            |           |  |
| Ledley 39’ | Marcatori |  |

| Arbitro: | John Beaton |

|  |           |                                         |
|  | Marcatori | 53’ Mulgrew 58’ Stokes 70’, 72’ Commons |

| Arbitro: | Brian Colvin |

|                                                        |           |  |
| Ledley 11’ Ashcroft 21’ (aut.) Mulgrew 68’ Balde 90+2’ | Marcatori |  |

| Arbitro: | Bobby Madden |

|                                           |           |  |
| Commons 5’, 39’ (rig.) McManus 68’ (aut.) | Marcatori |  |

| Arbitro: | Craig Thomson |

|  |           |                                               |
|  | Marcatori | 9’, 90’ (rig.) Commons 77’ van Dijk 83’ Pukki |

| Arbitro: | Craig Thomson |

|                        |           |             |
| Hayes 41’ Rooney 45+1’ | Marcatori | 62’ Forrest |

| Arbitro: | Steven McLean |

|                      |           |  |
| Stokes 16’, 64’, 66’ | Marcatori |  |

| Arbitro: | Kevin Clancy |

|  |           |                           |
|  | Marcatori | 58’ Griffiths 90+3’ Pukki |

| Arbitro: | Brian Colvin |

|                                                 |           |  |
| Griffiths 12’, 57’, 85’ Mulgrew 22’ Commons 78’ | Marcatori |  |

| Arbitro: | William Collum |

|  |           |                       |
|  | Marcatori | 57’, 59’, 86’ Commons |

| Arbitro: | Stephen Finnie |

|                                         |           |  |
| Johansen 44’ Griffiths 61’ Stokes 90+1’ | Marcatori |  |

| Arbitro: | Steven McLean |

|            |           |                                                           |
| Elliot 85’ | Marcatori | 4’, 90+2’ Stokes 49’ Henderson 53’ Johansen 90+3’ Commons |

| Arbitro: | John Beaton |

|             |           |              |
| Commons 35’ | Marcatori | 16’ de Leeuw |

| Arbitro: | Craig Thomson |

|  |           |                       |
|  | Marcatori | 5’ Samaras 24’ Stokes |

#### Poule scudetto
| Arbitro: | Craig Thomson |

|                                    |           |                                        |
| Sutton 5’, 90+2’ Francis-Angol 44’ | Marcatori | 45+1’ Stokes 56’ Samaras 86’ Griffiths |

| Arbitro: | Craig Charleston |

|                                                                 |           |  |
| Stokes 34’, 45’, 53’ (rig.) Griffiths 68’ Ambrose 78’ Pukki 78’ | Marcatori |  |

| Arbitro: | Iain Brines |

|                                            |           |                      |
| Brown 25’, 44’ Stokes 53’ Commons 69’, 87’ | Marcatori | 28’ McGinn 56’ Logan |

| Arbitro: | Steven McLean |

|                                       |           |                                           |
| Clancy 9’ S. Brown 84’ O'Halloran 86’ | Marcatori | 53’ (rig.) Commons 73’ Pukki 77’ van Dijk |

| Arbitro: | William Collum |

|                                           |           |                     |
| Stokes 64’ Samaras 76’ (rig.) Commons 82’ | Marcatori | 79’ (aut.) Twardzik |

### Scottish Cup

#### Sedicesimi di finale
| Arbitro: | William Collum |

|  |           |                                                                  |
|  | Marcatori | 3’, 21’, 59’ (rig.) Commons 34’, 75’ Brown 42’ Ledley 44’ Lustig |

#### Ottavi di finale
| Arbitro: | William Collum |

|           |           |                          |
| Stokes 9’ | Marcatori | 38’ Anderson 50’ Pawlett |

### Scottish League Cup

#### Ottavi di finale
| Arbitro: | Bobby Madden |

|  |           |           |
|  | Marcatori | 97’ Imrie |

### UEFA Champions League

#### Terzo turno preliminare
| Arbitro: | Manuel de Sousa |

|             |           |  |
| Commons 76’ | Marcatori |  |

| Borås 7 agosto 2013, ore 19:45 CEST Ritorno | Elfsborg             | 0 – 0 referto | Celtic | Borås Arena (9.040 spett.)\| Arbitro: \| Vladislav Bezborodov \| |
| Arbitro:                                    | Vladislav Bezborodov |               |        |                                                                  |

#### Play-off
| Arbitro: | Pavel Královec |

|                                   |           |  |
| Finonchenko 12’ Khizhnichenko 77’ | Marcatori |  |

| Arbitro: | Svein Oddvar Moen |

|                                         |           |  |
| Commons 45+1’ Samaras 48’ Forrest 90+2’ | Marcatori |  |

#### Fase a gironi
| Arbitro: | Wolfgang Stark |

|                                  |           |  |
| Izaguirre 82’ (aut.) Muntari 86’ | Marcatori |  |

| Arbitro: | Stéphane Lannoy |

|  |           |              |
|  | Marcatori | 76’ Fàbregas |

| Arbitro: | Ivan Bebek |

|                              |           |              |
| Forrest 43’ (rig.) Kayal 53’ | Marcatori | 90+4’ Schøne |

| Arbitro: | Deniz Aytekin |

|            |           |  |
| Schøne 51’ | Marcatori |  |

| Arbitro: | Cüneyt Çakır |

|  |           |                                   |
|  | Marcatori | 13’ Kaká 49’ Zapata 60’ Balotelli |

| Arbitro: | Sergei Karasev |

|                                                   |           |             |
| Piqué 7’ Pedro 40’ Neymar 44’, 48’, 58’ Tello 72’ | Marcatori | 88’ Samaras |

## Statistiche

### Statistiche di squadra
Statistiche aggiornate all'11 maggio 2014
| Competizione         | Punti | In casa | In casa | In casa | In casa | In casa | In casa | In trasferta | In trasferta | In trasferta | In trasferta | In trasferta | In trasferta | Totale | Totale | Totale | Totale | Totale | Totale | DR  |
| Competizione         | Punti | G       | V       | N       | P       | Gf      | Gs      | G            | V            | N            | P            | Gf           | Gs           | G      | V      | N      | P      | Gf     | Gs     | DR  |
| -------------------- | ----- | ------- | ------- | ------- | ------- | ------- | ------- | ------------ | ------------ | ------------ | ------------ | ------------ | ------------ | ------ | ------ | ------ | ------ | ------ | ------ | --- |
| Scottish Premiership | 99    | 19      | 16      | 3       | 0       | 50      | 10      | 19           | 15           | 3            | 1            | 52           | 15           | 38     | 31     | 6      | 1      | 102    | 25     | +77 |
| Scottish Cup         | -     | 1       | 0       | 0       | 1       | 1       | 2       | 1            | 1            | 0            | 0            | 7            | 0            | 2      | 1      | 0      | 1      | 8      | 2      | +6  |
| Scottish League Cup  | -     | 1       | 0       | 0       | 1       | 0       | 1       | 0            | 0            | 0            | 0            | 0            | 0            | 1      | 0      | 0      | 1      | 0      | 1      | -1  |
| Champions League     | -     | 5       | 3       | 0       | 2       | 6       | 5       | 5            | 0            | 1            | 4            | 1            | 11           | 10     | 3      | 1      | 6      | 7      | 16     | -9  |
| Totale               | -     | 26      | 19      | 3       | 4       | 57      | 18      | 25           | 16           | 4            | 5            | 60           | 26           | 51     | 35     | 7      | 9      | 117    | 44     | +73 |

### Statistiche dei giocatori
| Giocatore      | Premiership | Premiership | Premiership | Premiership | Scottish Cup | Scottish Cup | Scottish Cup | Scottish Cup | Scottish League Cup | Scottish League Cup | Scottish League Cup | Scottish League Cup | Champions League | Champions League | Champions League | Champions League | Totale   | Totale | Totale      | Totale     |
| Giocatore      | Presenze    | Reti        | Ammonizioni | Espulsioni  | Presenze     | Reti         | Ammonizioni  | Espulsioni   | Presenze            | Reti                | Ammonizioni         | Espulsioni          | Presenze         | Reti             | Ammonizioni      | Espulsioni       | Presenze | Reti   | Ammonizioni | Espulsioni |
| -------------- | ----------- | ----------- | ----------- | ----------- | ------------ | ------------ | ------------ | ------------ | ------------------- | ------------------- | ------------------- | ------------------- | ---------------- | ---------------- | ---------------- | ---------------- | -------- | ------ | ----------- | ---------- |
| E. Ambrose     | 38          | 2           | 4           | 0           | 2            | 0            | 0            | 0            | 1                   | 0                   | 0                   | 0                   | 9                | 0                | 1                | 0                | 50       | 2      | 5           | 0          |
| B. Atajić      | 3           | 1           | 0           | 0           | 0            | 0            | 0            | 0            | 0                   | 0                   | 0                   | 0                   | 0                | 0                | 0                | 0                | 3        | 1      | 0           | 0          |
| A. Baldé       | 20          | 3           | 3           | 0           | 1            | 0            | 0            | 0            | 0                   | 0                   | 0                   | 0                   | 2                | 0                | 0                | 0                | 23       | 3      | 3           | 0          |
| M. Bangura     | 0           | 0           | 0           | 0           | 0            | 0            | 0            | 0            | 0                   | 0                   | 0                   | 0                   | 0                | 0                | 0                | 0                | 0        | 0      | 0           | 0          |
| N. Biton       | 15          | 0           | 0           | 0           | 1            | 0            | 0            | 0            | 1                   | 0                   | 0                   | 0                   | 3                | 0                | 0                | 1                | 20       | 0      | 0           | 1          |
| D. Boerrigter  | 15          | 1           | 0           | 0           | 2            | 0            | 0            | 0            | 1                   | 0                   | 0                   | 0                   | 5                | 0                | 0                | 0                | 23       | 1      | 0           | 0          |
| S. Brown       | 38          | 2           | 3           | 0           | 2            | 2            | 1            | 0            | 1                   | 0                   | 0                   | 0                   | 7                | 0                | 4                | 1                | 48       | 4      | 8           | 1          |
| J. Chalmers    | 0           | 0           | 0           | 0           | 0            | 0            | 0            | 0            | 0                   | 0                   | 0                   | 0                   | 0                | 0                | 0                | 0                | 0        | 0      | 0           | 0          |
| K. Commons     | 34          | 27          | 1           | 0           | 2            | 3            | 1            | 0            | 1                   | 0                   | 0                   | 0                   | 9                | 2                | 2                | 0                | 46       | 32     | 4           | 0          |
| D. Fisher      | 12          | 0           | 2           | 0           | 1            | 0            | 0            | 0            | 0                   | 0                   | 0                   | 0                   | 0                | 0                | 0                | 0                | 13       | 0      | 2           | 0          |
| J. Forrest     | 16          | 4           | 1           | 0           | 1            | 0            | 0            | 0            | 0                   | 0                   | 0                   | 0                   | 8                | 2                | 0                | 0                | 25       | 6      | 1           | 0          |
| F. Forster     | 37          | -22         | 1           | 0           | 2            | 0            | 0            | 0            | 0                   | 0                   | 0                   | 0                   | 10               | -16              | 0                | 0                | 49       | -38    | 1           | 0          |
| M. Fraser      | 0           | 0           | 0           | 0           | 0            | 0            | 0            | 0            | 0                   | 0                   | 0                   | 0                   | 0                | 0                | 0                | 0                | 0        | 0      | 0           | 0          |
| H. Friðjónsson | 0           | 0           | 0           | 0           | 0            | 0            | 0            | 0            | 0                   | 0                   | 0                   | 0                   | 0                | 0                | 0                | 0                | 0        | 0      | 0           | 0          |
| P. George      | 0           | 0           | 0           | 0           | 0            | 0            | 0            | 0            | 0                   | 0                   | 0                   | 0                   | 0                | 0                | 0                | 0                | 0        | 0      | 0           | 0          |
| L. Griffiths   | 13          | 7           | 3           | 0           | 1            | 0            | 0            | 0            | 0                   | 0                   | 0                   | 0                   | 0                | 0                | 0                | 0                | 14       | 7      | 3           | 0          |
| L. Henderson   | 8           | 1           | 1           | 0           | 0            | 0            | 0            | 0            | 0                   | 0                   | 0                   | 0                   | 0                | 0                | 0                | 0                | 8        | 1      | 1           | 0          |
| J. Herron      | 1           | 0           | 0           | 0           | 0            | 0            | 0            | 0            | 0                   | 0                   | 0                   | 0                   | 0                | 0                | 0                | 0                | 1        | 0      | 0           | 0          |
| E. Izaguirre   | 34          | 0           | 4           | 0           | 2            | 0            | 0            | 0            | 0                   | 0                   | 0                   | 0                   | 8                | 0                | 4                | 0                | 44       | 0      | 8           | 0          |
| S. Johansen    | 16          | 2           | 3           | 0           | 1            | 0            | 0            | 0            | 0                   | 0                   | 0                   | 0                   | 0                | 0                | 0                | 0                | 17       | 2      | 3           | 0          |
| B. Kayal       | 13          | 0           | 2           | 0           | 0            | 0            | 0            | 0            | 0                   | 0                   | 0                   | 0                   | 5                | 1                | 0                | 0                | 18       | 1      | 2           | 0          |
| J. Ledley      | 20          | 4           | 0           | 0           | 1            | 1            | 0            | 0            | 0                   | 0                   | 0                   | 0                   | 8                | 0                | 1                | 0                | 29       | 5      | 1           | 0          |
| M. Lustig      | 16          | 0           | 1           | 0           | 1            | 1            | 0            | 0            | 1                   | 0                   | 0                   | 0                   | 10               | 0                | 1                | 0                | 28       | 1      | 2           | 0          |
| A. Matthews    | 23          | 1           | 1           | 0           | 1            | 0            | 1            | 0            | 1                   | 0                   | 0                   | 0                   | 6                | 0                | 1                | 0                | 31       | 1      | 3           | 0          |
| D. McGeouch    | 1           | 0           | 0           | 0           | 0            | 0            | 0            | 0            | 1                   | 0                   | 0                   | 0                   | 0                | 0                | 0                | 0                | 2        | 0      | 0           | 0          |
| S. Mouyokolo   | 2           | 0           | 0           | 0           | 0            | 0            | 0            | 0            | 0                   | 0                   | 0                   | 0                   | 1                | 0                | 1                | 0                | 3        | 0      | 1           | 0          |
| C. Mulgrew     | 28          | 6           | 5           | 0           | 1            | 0            | 1            | 0            | 1                   | 0                   | 1                   | 0                   | 10               | 0                | 1                | 0                | 40       | 6      | 8           | 0          |
| E. O'Connell   | 1           | 0           | 0           | 0           | 0            | 0            | 0            | 0            | 0                   | 0                   | 0                   | 0                   | 0                | 0                | 0                | 0                | 1        | 0      | 0           | 0          |
| T. Pukki       | 25          | 7           | 2           | 0           | 1            | 0            | 0            | 0            | 1                   | 0                   | 0                   | 0                   | 5                | 0                | 0                | 0                | 32       | 7      | 2           | 0          |
| T. Rogić       | 3           | 0           | 0           | 0           | 0            | 0            | 0            | 0            | 1                   | 0                   | 0                   | 0                   | 1                | 0                | 0                | 0                | 5        | 0      | 0           | 0          |
| G. Samaras     | 20          | 7           | 3           | 0           | 1            | 0            | 0            | 0            | 0                   | 0                   | 0                   | 0                   | 10               | 2                | 3                | 0                | 31       | 9      | 6           | 0          |
| A. Stokes      | 33          | 20          | 2           | 1           | 2            | 1            | 0            | 0            | 1                   | 0                   | 1                   | 0                   | 9                | 0                | 1                | 0                | 45       | 21     | 4           | 1          |
| L. Toshney     | 0           | 0           | 0           | 0           | 0            | 0            | 0            | 0            | 0                   | 0                   | 0                   | 0                   | 0                | 0                | 0                | 0                | 0        | 0      | 0           | 0          |
| F. Twardzik    | 1           | 0           | 0           | 0           | 0            | 0            | 0            | 0            | 0                   | 0                   | 0                   | 0                   | 0                | 0                | 0                | 0                | 1        | 0      | 0           | 0          |
| V. van Dijk    | 36          | 5           | 2           | 1           | 2            | 0            | 0            | 0            | 1                   | 0                   | 0                   | 0                   | 8                | 0                | 2                | 0                | 47       | 5      | 4           | 1          |
| T. Watt        | 2           | 0           | 0           | 0           | 0            | 0            | 0            | 0            | 0                   | 0                   | 0                   | 0                   | 0                | 0                | 0                | 0                | 2        | 0      | 0           | 0          |
| K. Wilson      | 0           | 0           | 0           | 0           | 0            | 0            | 0            | 0            | 0                   | 0                   | 0                   | 0                   | 2                | 0                | 0                | 0                | 2        | 0      | 0           | 0          |
| Ł. Załuska     | 1           | -3          | 0           | 0           | 0            | 0            | 0            | 0            | 1                   | -1                  | 0                   | 0                   | 0                | 0                | 0                | 0                | 2        | -4     | 0           | 0          |